# ゲオルギオス1世 (ギリシャ王)
ゲオルギオス1世（ギリシャ語: Γεώργιος Α΄ της Ελλάδας, ラテン文字転写: Geórgios Aʹ, Vasiléfs tis Ellados、1845年12月24日 - 1913年3月18日）は、ギリシャ国王（在位：1863年3月30日 - 1913年3月18日）。元々はデンマーク王子だったが、1863年に議会で初代国王オソン1世の廃位と、自身の即位が可決されると、イギリスやフランス、ロシアなど列強諸国の支援もあって、17歳で王位に就いた。これに伴い、デンマークの国教であるルーテル教会からギリシャ正教会に改宗した。
王位に就いた当時は、ギリシャは後進国の位置に甘んじており、このような同国の問題点の解決に努めた。ゲオルギオス1世は一院制議会を施行し、ギリシャが立憲君主制国家であることを宣布し、経済面に力点を置いた近代化を志向した。中でも特に力を注いだ農村環境の改善は、1920年に実現することとなった。一方で、1864年にはイオニア諸島、1881年にはテッサリア、1912年にはマケドニア・イピロス・テッサロニキ、1913年にはクレタ島を獲得した。
しかし、ギリシャの領土獲得のためには手段を選ばないかのような発言を繰り返して周辺諸国の反発を買い、第一次バルカン戦争中の1913年に、前年オスマン帝国から奪還したテッサロニキを訪問した際、暗殺された。
没後、1954年から発行されていた10ドラクマ紙幣に肖像が使用されていた。

## 生涯

### 幼年期
デンマーク国王クリスチャン9世の次男クリスチャン・ヴィルヘルム・フェアディナン・アドルフ・ゲーオ（デンマーク語: Christian Vilhelm Ferdinand Adolf Georg、ギリシア語: Χριστιανός Γουλιέλμος Φερδινάδος Αδόλφος Γεώργιος）として、首都コペンハーゲンで生まれた。デンマーク王子時代は、父方の祖父グリュックスブルク公フリードリヒ・ヴィルヘルムと母方の祖父ヘッセン＝カッセル＝ルンペンハイム方伯ヴィルヘルムに因んだ“ヴィルヘルム”の名で呼ばれていた。
1852年に、父が嗣子のいないデンマーク国王フレゼリク7世の継承者に選ばれ、一家はデンマーク王子ならびに王女の称号が与えられることとなった。兄はデンマーク王フレゼリク8世、姉にイギリス王エドワード7世の王妃アレクサンドラ、妹にロシア皇帝アレクサンドル3世の皇后マリア（ダウマー）、ハノーファー王国の元王太子エルンスト・アウグストの妃テューラ、弟にヴァルデマーがいる。
ヴィルヘルムはデンマーク海軍の士官として活躍するようになったが、1863年3月30日にオソン1世の後継者としてギリシャ国王に選出され、父より7ヵ月半先に王位に就くこととなった。

### 他の継承者候補

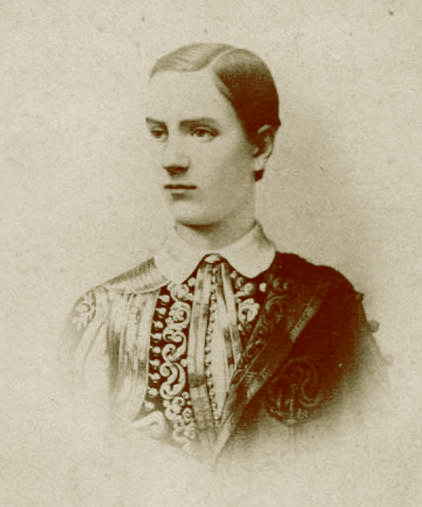
ギリシャ式の正装姿のデンマーク王子ヴィルヘルム（後のゲオルギオス1世）

ゲオルギオス1世は、ギリシャ国民が初めて選択した国王ではなかった。オソン1世の打倒と同時に、国民の多くは共和国よりも君主制を支持したが、オソン1世の弟で推定相続人であるルイトポルトの王位継承を拒絶した。多くのギリシャ国民は、列強の一つであるイギリスとの関係強化を模索し、ヴィクトリア女王の次男であるエディンバラ公アルフレッドに王位継承を打診した。イギリスの外相だったパーマストンは、ギリシャ国民は「領土の拡張を熱望している」と考え、当時イギリスの保護領だったイオニア諸島でも同島のギリシャへの割譲を望む声が挙がった。しかし、1832年のロンドン会議では、いずれの列強諸国の王族もギリシャの王位を継承することを禁止するとして、ヴィクトリア女王も次男のギリシャ王位継承に断固として反対した。それでも、ギリシャ国民は国民投票を実施し、240,000票中95%がアルフレッドの王位継承を望むという結果となり、共和制への移行案が93票、ギリシャ国民の中から国王を選出するという案が6票、オソン1世体制の維持案が1票を獲得した。
結局、ギリシャ政府と列強はデンマークのヴィルヘルム王子の王位継承を選択した。前国王オソンと新国王ヴィルヘルムとの間には2つの違いがあり、1つにはヴィルヘルムは列強による強要ではなく、ギリシャ議会の満場一致によって選出され、2つには「ギリシャの国王」ではなく「ギリシャ人の国王」と宣言された、という点にある。
コペンハーゲンで執り行われた即位式では、コンスタンティノス・カナリス首相兼第一提督を代表とするギリシア人の代表派遣団が出席したほか、イギリス政府が新王の即位を記念して、イオニア諸島をギリシャへ割譲することを発表した。

### 治世初期（1863年〜1870年）

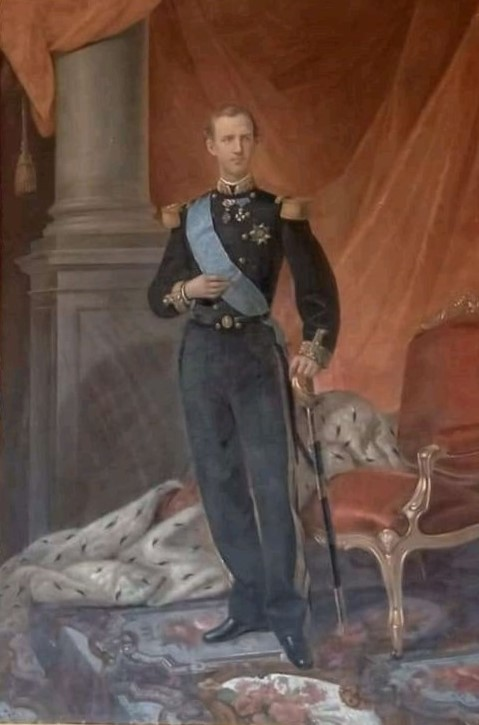
ゲオルギオス1世（1864年）

17歳の新王は、1863年10月30日にアテネに到着した。ゲオルギオス1世は前王の過ちを繰り返さないことを決心し、母国語のデンマーク語に加えてすぐにギリシャ語を習得した。また、華美な服装で人前に現れる前王とは対照的に、格式張らない姿でアテネの街中に出歩いていた。ゲオルギオス1世は、前王が慌てて亡命した後に、荒れ果てた状態になっていた宮殿を目の当たりにして、混乱を平定した後に築40年となっていた建物を新しくした。また、デンマークから送られた顧問などからの干渉を受けないことを確かなものにしようとし、叔父への手紙の中でも「自分の政府の方針に対するいかなる干渉も許さない」と言い切った。
政治面では、議会で長引いていた憲法審議を終えるための処置を採った。1864年10月19日に、ゲオルギオス1世はコンスタンティノス・カナリス首相の承認を受けた要求状を議会に送り、「私は新しい憲法が完成するということを前提に王位を受け入れたのであって、そうでない場合は“私の希望が挫折されることを意味することなので、そういう措置を受け入れる完全な自由”が欲しい」と説明した。この言葉は、ゲオルギオス1世がデンマークに帰国するということなのか、憲法を要求するということなのか意味は明らかではなかったが、いずれの事態も望ましい状況ではなかったため、議会はすぐに協定を結ぶに至った。
1864年11月28日に、ゲオルギオス1世は新しい憲法を守護することを宣誓し、この憲法では近代ヨーロッパにおいて初めて全ての成人男性による直接・秘密・普通選挙を通じて代表を選出するように規定がなされた。ゲオルギオス1世は、選挙に腐敗があることや大部分が文盲である国民を統治することに困難があることを懸念したが、選ばれた当局者に適法した権限を任せることによって立憲君主制を成立させた1864年から1910年までの間に、21回の総選挙と、70回もの内閣の交代があった。
国際的にゲオルギオス1世は、義兄であるイギリスのエドワード王太子と緊密な関係を維持し、当時オスマン帝国の支配下にある一方で、ギリシャ系住民が人口の大多数を占めていたクレタ島問題を解決するために、彼の援助を取り付けようとした。オソン1世の統治以来、ギリシャ人の地を一つの国で結び付けたいというギリシャの願望は、イギリスとフランスにとって頭痛の種であり、両国はクリミア戦争の間に、ギリシャの民族統一主義を思い止まらせるためにピレウス港を占領し、オソン1世を戸惑わせたりした。1866年にクレタ島で反乱が起きると、プリンス・オブ・ウェールズはエドワード・スタンリー英外務大臣の援助を受けて、ギリシャに代わってクレタ島に介入しようと試みた。しかし、列強はクレタ島には介入せず、オスマン帝国は反乱を鎮圧した。

### 領土拡張（1871年〜1881年）

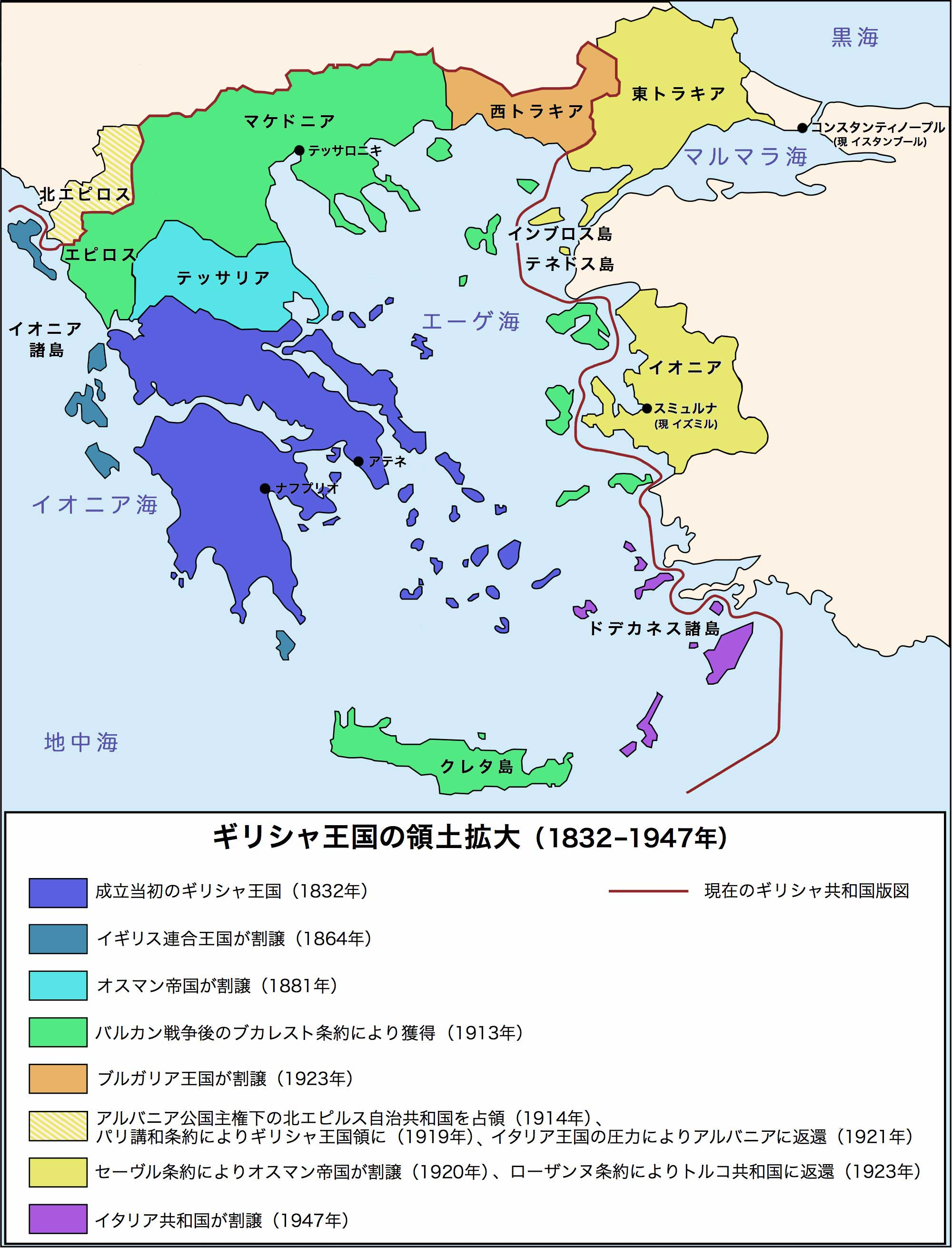
1832年から1947年までのギリシャの領土拡大を示している地図。1881年にテッサリアがオスマン帝国からギリシャに割譲されたことが窺える

1864年から1874年にかけて、ギリシャは21回も内閣の交代が起こり、最も長く続いた政権でも、その期間は1年半に過ぎなかった。1874年6月に、ハリラオス・トリクピスはカイロイ紙に匿名で、安定した政府の欠如による継続的な政治不安は、ゲオルギオス1世と彼の補佐役たちに原因がある、という内容の論説を書いた。論説の中でトリクピスは、国王が少数派内閣を国民に強要することによって、専制君主であるかのように振舞っている、と訴えた。他にも、国王が議会で最多数の支持を得た政治家を首相に指名した場合、政治家たちは連立政権を成立させるために協調せざるを得なくなり、そのような方法こそが、政治的不安定を収め、群小政党を減らすことに繋がる、と主張した。この論説を書いたとされる人物が逮捕された後、トリクピスは自ら論説を書いたことを認め、身柄を拘束された。しかし、このことが国民からの批判を買ったことにより、トリクピスは釈放され、「憲政秩序毀損」の容疑は無罪判決を受けることとなった。翌年、国王はトリクピスに（最多数を確保することは出来なかったが）政権を構成することを打診し、今後は議会における多数党の代表を首相に指名する、と宣言した。
1870年代を通して、ギリシャはオスマン帝国への圧力を保ち続け、イピロスとテッサリアに領土の拡大を求めた。1877年から1878年の露土戦争によって、ギリシャは初の潜在的同盟を得ることとなった。ゲオルギオス1世の妹ダウマーは、ロシア皇太子アレクサンドルの妻であり、ギリシャが戦争に参加できるよう画策したが、イギリスとフランスによって拒否されることとなり、ギリシャは中立を保持することとなった。1878年に開催されたベルリン会議でロシアとオスマン帝国が停戦協定を締結する際、ギリシャはクレタ島とイピロス、テッサリアに対する権利を主張した。
1880年6月に、イギリスとフランスによってオリンポス山とヨアニナを含んだギリシャに非常に有利な提案がなされたとき、ギリシャの国境線はまだ確定していなかった。オスマン帝国がこの提案に強く反対した際、トリクピス首相はギリシア軍の動員をほのめかすという過ちを犯した。イギリスはギリシャ側に有利な提案を支持したが、時を同じくして、フランスで首相がシャルル・ド・フレシネからジュール・フェリーに交代したことによって、列強の間で論難が起き、オスマン帝国はギリシャにテッサリア全域を割譲するが、イピロスはアルタ周辺地域のみに留めることを表明した。トリクピス政権が退陣に追い込まれた後、新しく首相となったアレクサンドロス・クムンドゥロスは、新しい国境線をやむを得ず受け入れた。

### 国家発展（1882年〜1900年）
トリクピスは列強の変化によって教訓を得て、政府が確立したギリシャの国境線を後退させる政策を続けたが、テオドロス・ディリヤンニスを中心とする反トリクピス派の最大勢力である民族党は、事あるごとにギリシャ国民の反オスマン帝国感情を煽ろうと画策した。1885年にブルガリア人が東ルメリ自治州でオスマン帝国の支配に対して反乱を起こし、自治州とブルガリア自治公国の合併が宣言された際、民族党に機会が到来した。ディリヤンニスは「ブルガリア人がベルリン条約を反故にするなら、ギリシャ人もそうしなければならない」と発言して、同年の選挙でトリクピスを押して勝利を収めた。
ディリヤンニスは陸軍を動員し、イギリス海軍はギリシャを封鎖した。封鎖作戦を担当した提督は、1863年にギリシャ国民が初代国王候補に挙げたエディンバラ公アルフレッドであり、当時の海軍大臣は、16年前にギリシャで自身の義兄弟が殺害された経験のある初世リポン侯ジョージ・ロビンソンだった。このことにより、ゲオスギオス1世は自身の王家の人脈が常に有利に働くわけではないということを悟り、以降も度々それを実感することとなる。ディリヤンニスは武装解除を余儀なくされ、トリクピスが首相の座に復帰した。1882年から1897年にかけては、トリクピスとディリヤンニスが交互に政権を担う形となった。

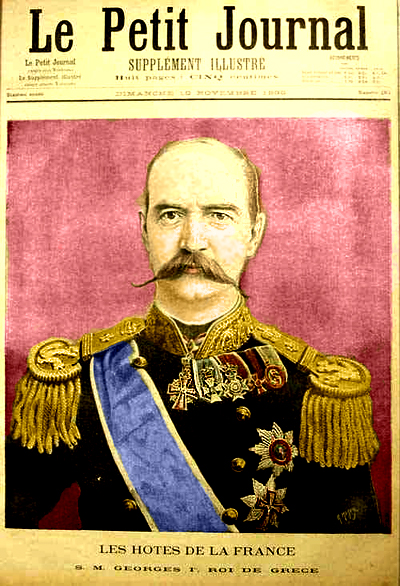
フランスの新聞“ル・プティ・ジュルナル”紙の一面を飾ったゲオルギオス1世（1895年）

19世紀末のギリシャはますます繁栄するようになり、ヨーロッパの中で自らの役割を模索するようになった。1893年には、アドリア海からピレウスまでの距離を241キロメートル短縮するコリントス運河が完成した。1896年には、アテネで初めての近代オリンピックが催されることとなり、1896年夏季オリンピックの開幕式は、国王によって主宰されることとなった。アテネ郊外に住む水運び人夫であるスピリドン・ルイスがパナシナイコスタジアムでマラソンに優勝をするとコンスタンティノス王太子とゲオルギオス王子はトラックに下り立ち、ルイスと共に最後の100ヤードを走り、ゲオルギオス1世は席から立ち上がり、ルイスを褒め称えた。
全てのギリシャ人を一つの領域で結び付けたいという大衆の願望（メガリ・イデア）は、表立ってはいなかったものの決して小さいものではなく、クレタ島でもトルコの支配に対抗する反乱が起きた。1897年2月に、ゲオルギオス1世は次男のゲオルギオス王子をクレタ島に派遣し、同島の占領を試みた。ギリシャ人はオスマン帝国による、クレタ島を帝国内の自治州とする案を拒否し、ディリヤンニスは戦争のために海軍を派兵した。列強はギリシャの領土拡張に反対し、2月25日にクレタ島はオスマン帝国内の自治州となることが表明され、ギリシャおよびオスマン帝国の民兵に撤退するよう命じた。
オスマン帝国側はこれに同意したが、ディリヤンニス首相はこれを拒否して、ティモレオン・ヴァッソス大佐が指揮する1,400名の兵力をクレタ島に派兵した。列強が封鎖を宣言する間、ギリシャ軍はマケドニアの国境を突破し、皇帝アブデュルハミト2世に宣戦を布告し、希土戦争が勃発した。ギリシャが遂にオスマン帝国と開戦したという発表は、アテネで狂乱的なまでの愛国心の爆発と、国王を称える自然発生的なパレードという形で歓迎された。数千人の支援者達が、コンスタンティノス王太子が指揮する部隊に合流・協力すべく北部へ動いた。
だが、戦闘は準備が不足していたギリシャ側に不利な展開となり、1897年4月末にギリシャの敗北により戦争は終結した。ギリシャの敗北による最悪の結果は、イギリスとロシアの親族が介入したことによって軽減されたが、ギリシャはクレタ島が国際保護地域におかれることを容認せざるを得なくなり、4,000,000トルコ・ポンドの賠償金とテッサリア国境付近の要地を譲渡することとなった。
開戦時には国王を歓呼しながら称えたギリシャ国民だったが、敗北により状況が一転し、ゲオルギオス1世は退位まで考慮するようになった。だが、1898年2月に遭った暗殺未遂事件を物ともしない勇敢さを国内に見せ付けたことにより、国民は再び国王に敬意を抱くようになった。
クレタ島において、イギリス人副領事が殺害されるなどの事件が相次いだ後の同年末に、ゲオルギオス王子がオスマン帝国の宗主権の元で自治権を持つクレタ州（Cretan State）の総督に就任した。ギリシャが近代史上初めてクレタ島を事実上の支配下に置いた瞬間だった。

### 治世後期（1901年〜1913年）

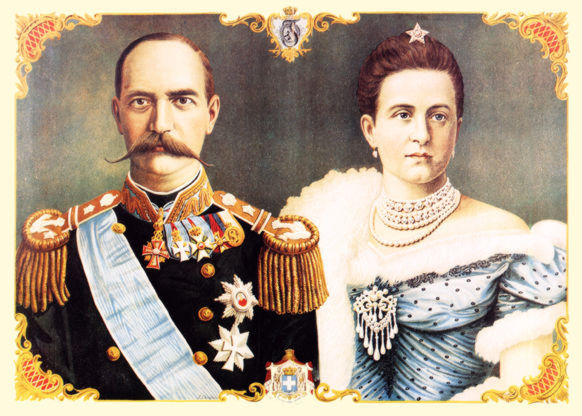
国王と王妃（1903年）

1901年1月22日に、イギリスのヴィクトリア女王が崩御すると、ゲオルギオス1世はヨーロッパで2番目に在位期間の長い君主となった。ゲオルギオス1世は、新しくイギリス王となったエドワード7世と変わらず良好な関係を保っており、両国の関係にも良い影響を及ぼした。特に、イギリスからクレタ島の総督を務めるゲオルギオス王子への援助を取り付けるうえで、非常に重要なポイントとなった。しかし、クレタ島議会のリーダーであるエレフテリオス・ヴェニゼロスが、ゲオルギオス王子を失脚させるための運動を展開したことにより、1906年にゲオルギオス王子は総督を辞任した。
1908年に起きた青年トルコ人革命への対応が評価され、ヴェニゼロスの権力基盤は更に強化され、同年10月8日にクレタ島議会はゲオルギオス・テオトキス首相のアテネ政府による保留措置と列強の反対にもかかわらず、ギリシャ本国とクレタ島の統合決議案を可決させた。しかし、各国はこれを承認せず、アテネ政府も事実上黙殺し、未解決事案として暫定的に国際委員会の管理下に置かれることとなった。

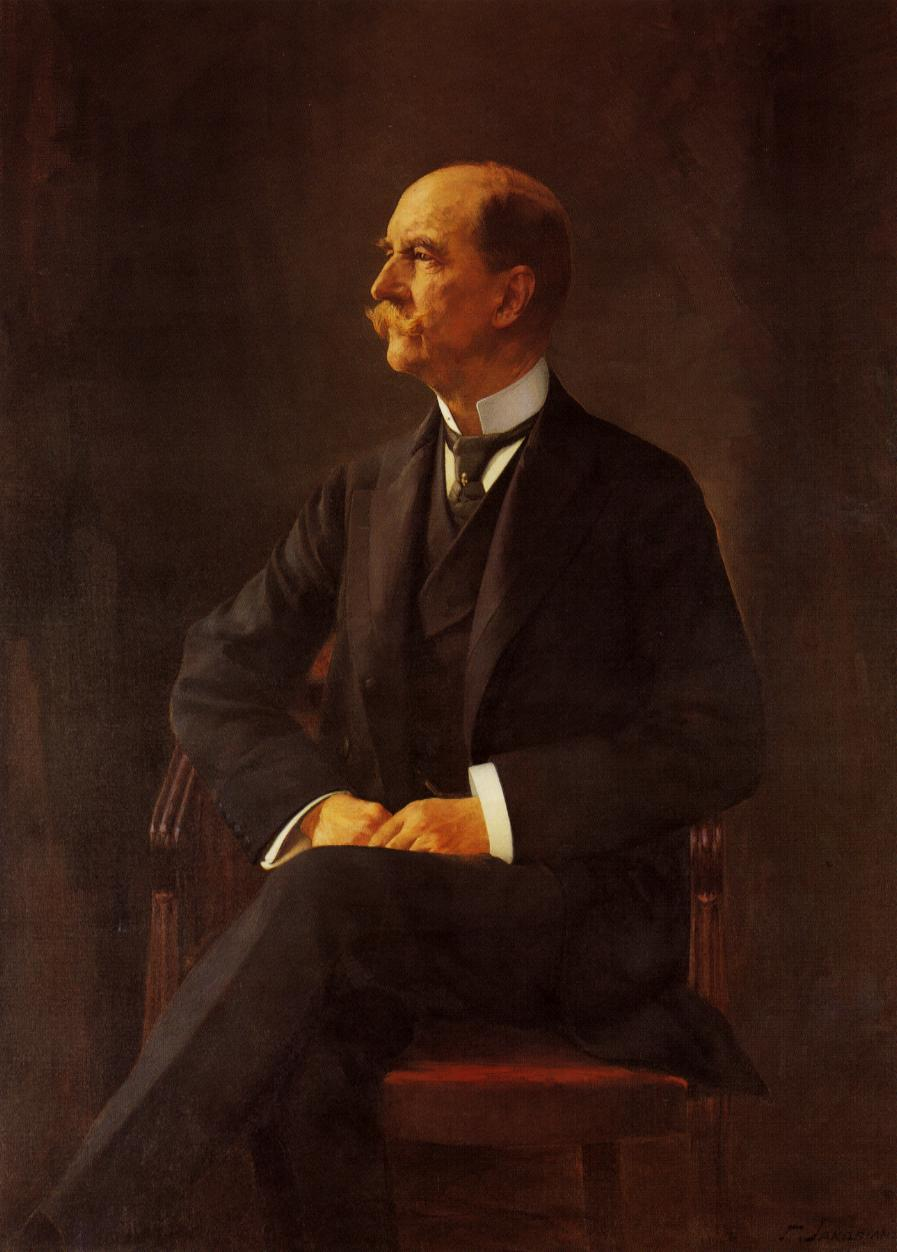
公式肖像画（ゲオルギオス・ヤコビディス画・1910年）

そんな中、下士官クラスの若い軍人達が「軍隊連盟」という組織を結成して、軍の改革や王制の廃止などを盛り込んだ計画を議会に提示した。しかし、ディミトリオス・ラリスがこれを拒否したことから、軍隊連盟はクーデターを起こし、ゲオルギオス1世は民主的な選ばれた議会を支持するように主張した。結局、軍隊連盟は憲法改正のために議会を召集するべく、ヴェニゼロスと連携することを決めた。最終的にゲオルギオス1世は譲歩し、1910年8月に選挙が行われ、10月にヴェニゼロスは首相となった。しかし、大部分の野党が連携を拒否したことから、ヴェニゼロスは12月に再び選挙を行い、安定多数を確保することに成功した。
ヴェニゼロスとゲオルギオス1世は、希土戦争での惨敗による損害を修復するべく、より強い軍隊を保持する必要があるという点で一致していた。コンスタンティノス王太子は、陸軍の監察官として復帰し、後に最高司令官となった。王太子とヴェニゼロスの厳密な監督の下、ギリシャ軍はイギリスとフランスの援助によって再訓練を受けて武装し、海軍には新しい艦船が注文された。その一方で、ヴェニゼロスは外交手段によって、当時弱体化していたオスマン帝国に対抗するべく、バルカン半島のキリスト教諸国との連携を強化し、バルカン同盟を結ぶに至った。
1912年10月8日に、モンテネグロがオスマン帝国に宣戦布告をすると、セルビア・ブルガリア・ギリシャが連名で最後通牒を送付してこれに合流し、第一次バルカン戦争が勃発した。結果は、バルカン同盟側の勝利に終わり、厳しい訓練を経た総勢200,000名のギリシャ軍は、連戦連勝した。1912年11月9日に、ギリシャ軍はブルガリア軍より数時間早くテッサロニキに到着した。その数日後に行われたパレードで、ゲオルギオス1世はコンスタンティノス王太子とヴェニゼロスが付き従うなか、ギリシャで第二の都市となったテッサロニキに意気揚々と乗り込んだ。

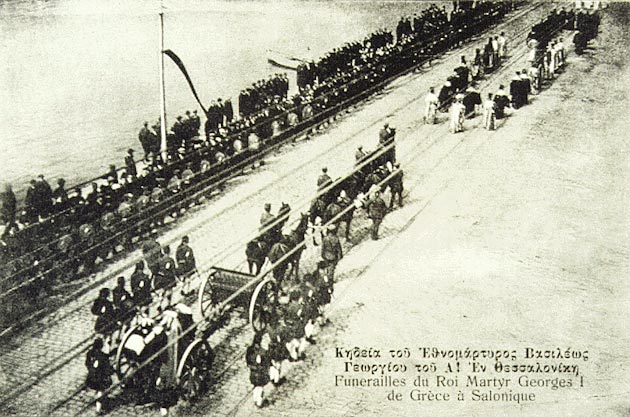
ゲオルギオス1世の葬儀

ゲオルギオス1世は、テッサロニキでもアテネと同様に護衛兵を付けずに街中を歩き回った。1913年3月18日午後、テッサロニキのホワイトタワー付近を散策していた際、ゲオルギオス1世はアレクサンドロス・スヒナスに背後から至近距離で銃撃され、崩御した。スヒナスは取り調べの中で、「社会主義組織に属していた」「国王が自分に金を渡すことを拒否したので殺害した」と供述した。ギリシャ政府は、事件の背景に政治的な動機は無く、スヒナスはアルコール中毒の浮浪者であると発表した。スヒナスは刑務所で拷問を受け、その6週間後に警察署の窓から転落して死亡した。
ギリシャとデンマークの国旗に覆われたゲオルギオス1世の棺は、タトイ宮殿の墓地に埋葬される直前の5日間は、アテネの生神女福音大聖堂に安置された。

## 家族

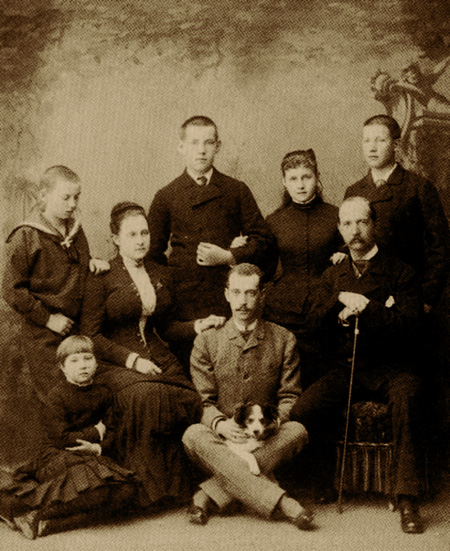
ゲオルギオス1世と家族たち（1892年）

1867年にロシア皇帝アレクサンドル2世の弟コンスタンチン大公の娘であるオリガ・コンスタンティノヴナ（ギリシャ語名オルガ）と結婚し、ペテルブルクで挙式を行った。
夫妻は8人の子をもうけた。
- コンスタンティノス1世（1868年 - 1923年） - ギリシャ国王
- ゲオルギオス（1869年 - 1957年） - クレタ島総督。ロシア皇太子ニコライ（のちのニコライ2世）と共に訪日した際、大津事件に巻き込まれたが、随伴の日本人車夫達に加勢して共にニコライを救った。
- アレクサンドラ（1870年 - 1891年） - ロシア皇帝アレクサンドル2世の息子パーヴェル大公と結婚。ラスプーチン暗殺者であるドミトリー大公の母
- ニコラオス（1872年 - 1938年）
- マリア（1876年 - 1940年） - ロシア大公ゲオルギー・ミハイロヴィチと結婚。のちペリクレス・ヨアニデスと再婚。
- オルガ（1881年） - 生後3ヶ月で夭折
- アンドレアス（1882年 - 1944年） - エディンバラ公フィリップの父
- クリストフォロス（1888年 - 1940年） - アメリカ人富豪メイ・リーズと死別後、ギーズ公女フランソワーズと再婚し、一人息子ミハイルがある。

妻との間ではドイツ語で、英語で教育されていた子供たちとは主に英語で会話した。